# Synanceia nana
El pez piedra del mar rojo (Synanceia nana) es una especie de pez scorpaeniforme de la familia Synanceiidae. De una longitud de más de 13 cm, descrito como "venenoso" debido al veneno contenido en sus espinas dorsales.

## Distribución
En el Océano Índico occidental: en el Mar Rojo y en el Golfo Pérsico.

## Galería de imágenes

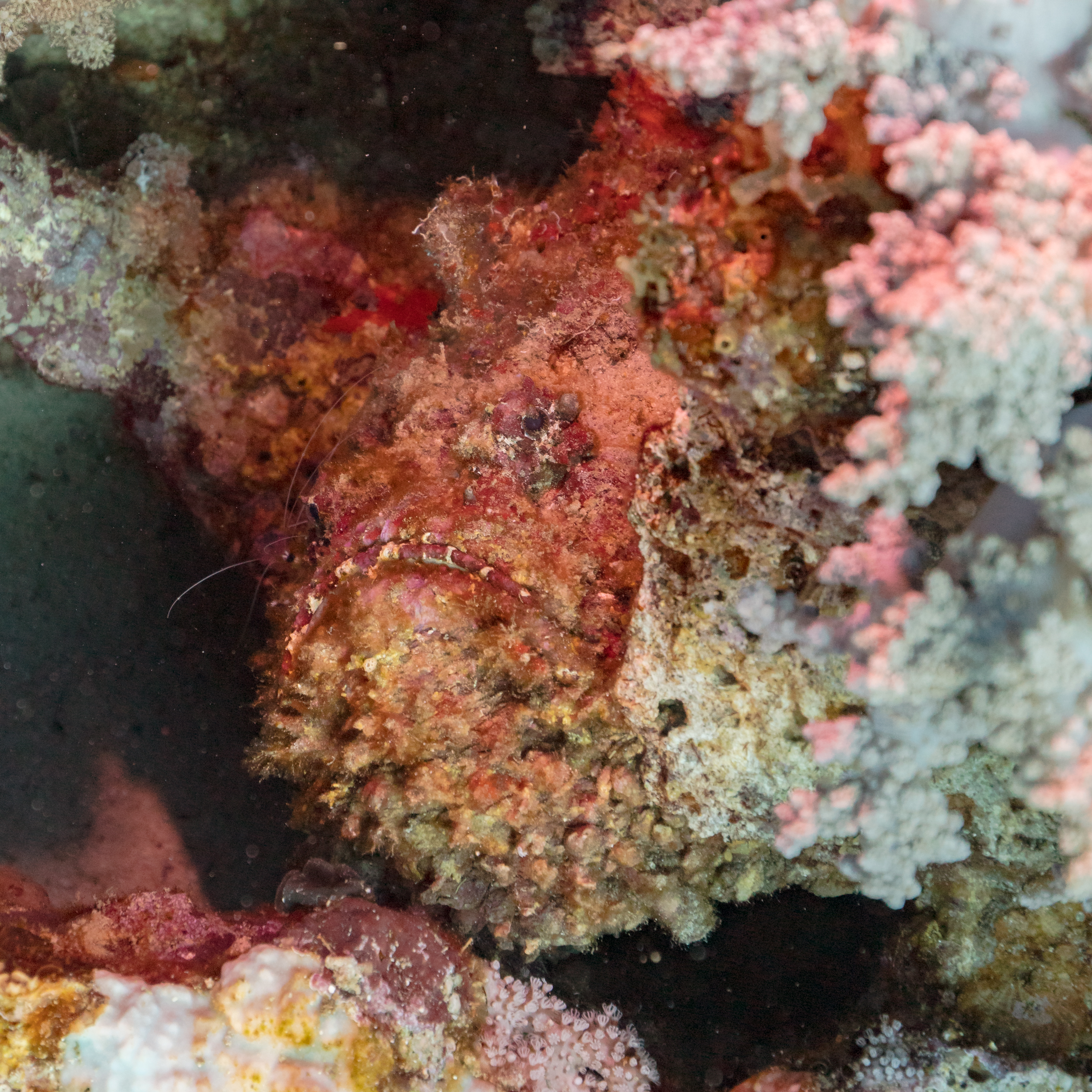
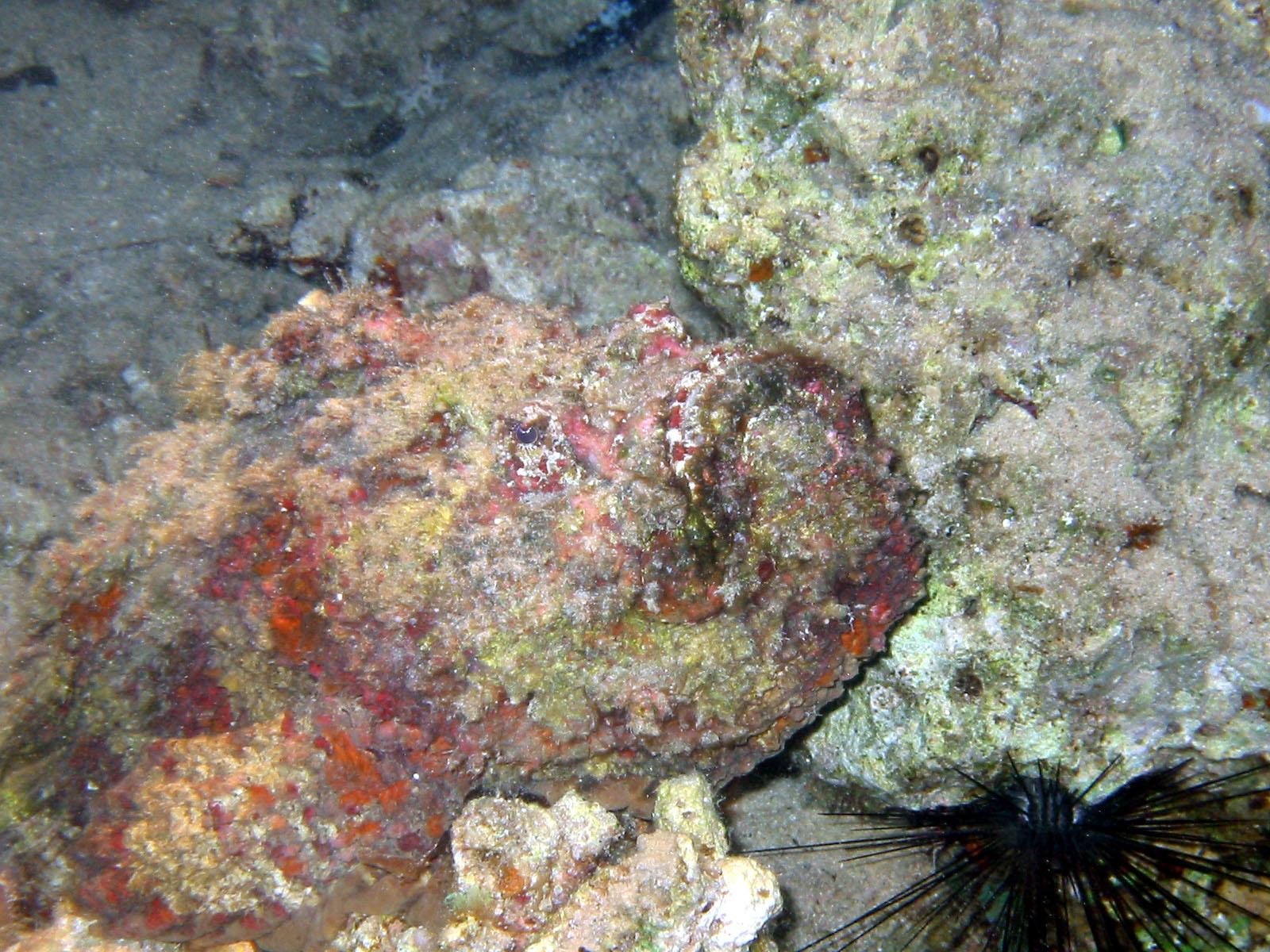
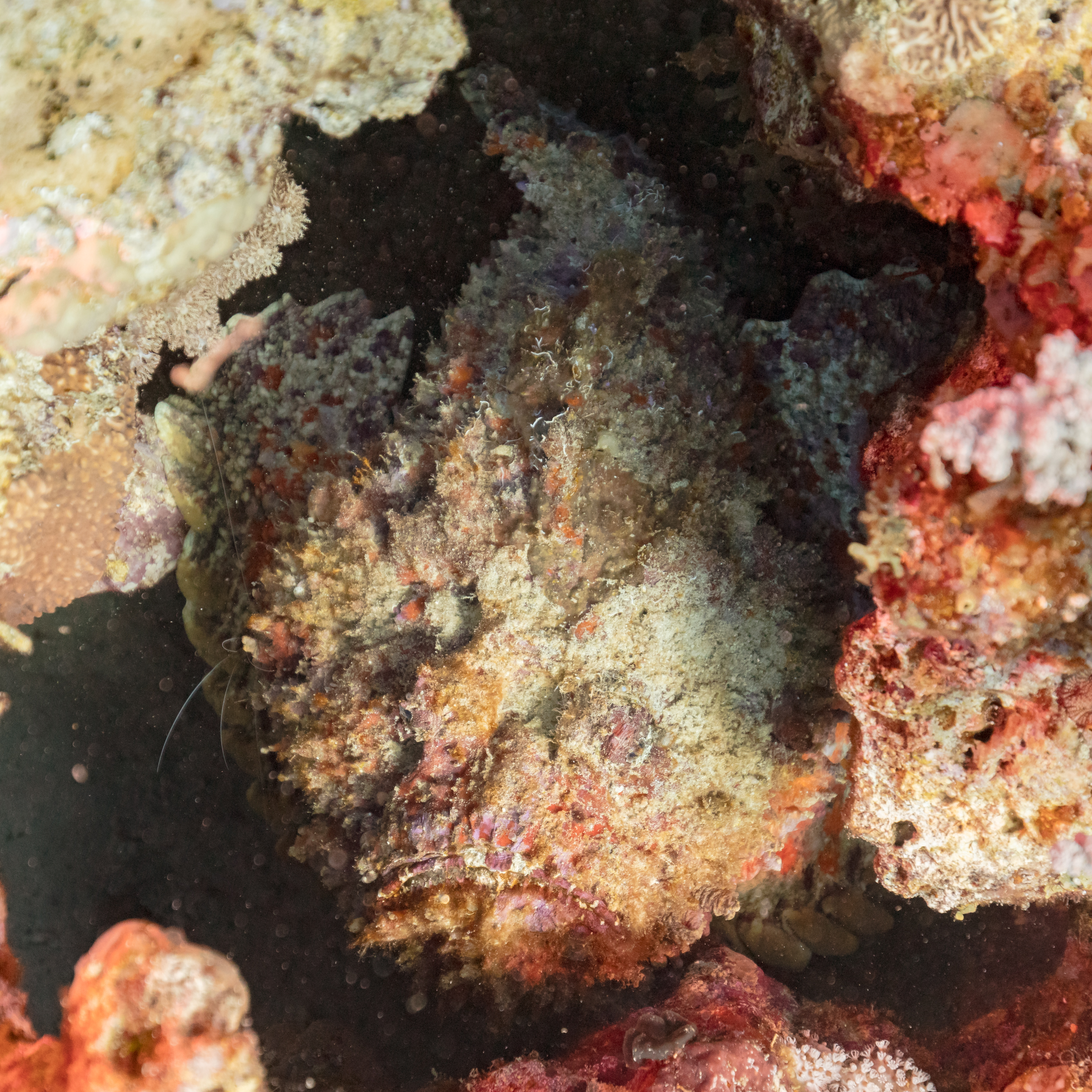